# نیل هارلک
نیل هارلک (متولد ۲۹ مه ۱۹۷۵) یک بازیکن فوتبال است که نیوزیلند را در سطح بین‌المللی نشان داد.

## حرفه
هارکل قبل از رفتن به استرالیا برای پیوستن به شهر ولولهونگ در لیگ ملی فوتبال استرالیا از شمال شهر یونایتد و شهر ویتاکره شروع کرد.
هارلک در نیوزلند در سن زیر ۲۰ سالگی و زیر ۲۳ ساله و همچنین ارشد تمام سفیدپوستان، اولین بازی خود را ۳–۰ به شیلی در ۱۸ ژوئن ۱۹۹۵ باخت و بازی بین‌المللی خود را با ۹ جام A-اینترنشنال به اعتبار خود به پایان رساند، او در نهایت در ۶ ژوئیه سال ۱۹۹۷، در دیدار مقابل آرژانتین، ۲–۲ شکست خورد. او اکنون رئیس باشگاه فوتبال گونگالین متحده در استرالیا است.